# Alurnus obliquus
Alurnus obliquus es un coleóptero de la familia Chrysomelidae.
Fue descrita científicamente por primera vez en 1961 por Uhmann.